# Boston Streets
Boston Streets (What Doesn't Kill You) è un film del 2008 diretto e prodotto da Brian Goodman, ed interpretato da Mark Ruffalo e Ethan Hawke, basato sulla storia del regista. Il film è stato presentato al Toronto Film Festival del 2008, e successivamente, nel mese di dicembre, è stato distribuito in un numero ristretto di sale, per via del crollo della casa distributrice Yari Film Group.

## Trama
Paulie McDougan e Brian Reilly sono amici fin da ragazzi, cresciuti nei quartieri malfamati di South Boston, che vivono di piccoli crimini come furto, spaccio, estorsioni e ricatti, rimanendo però sempre al servizio di un boss della malavita irlandese locale, Pat Kelly. La loro vita si svolge tra "lavoro" e serate al pub con gli amici e complici del quartiere, serate dove Paulie conquista una nuova ragazza a settimana mentre Brian, sposato con figli ma non certo fedele, sembra sempre più dedito all'alcool e alle droghe, che non fatica a trovare tra le sue conoscenze.
Entrambi coltivano un sentimento di rivalsa verso il boss di zona, convinti di essere sottopagati e strozzati dalla percentuale che Kelly impone su ogni attività illecita e quando quest'ultimo viene arrestato a seguito di delazione di un pentito Paulie e Brian pensano di slegarsi dal gruppo e mettersi in proprio, ma mentre Paulie sembra in grado di sostenere la situazione Brian è sempre più dipendente da crack, alcool e cocaina, irascibile e violento, sfiora più volte il divorzio con la moglie Stacey, fino a quando a seguito di un regolamento di conti viene ferito e ricoverato. In preda all'astinenza fugge dall'ospedale aggredendo moglie e personale, si rifugia da un amico tossicodipendente ma viene recuperato da Paulie che lo mette davanti alla realtà. Brian sembra riprendersi dalle dipendenze e anche nel rapporto familiare, ma durante un furto di televisori un poliziotto che aveva preso a pugni tempo prima mentre era in borghese lo segue per arrestare lui e l'amico a colpo sicuro. In carcere passano 5 anni, e all'uscita il reinserimento per Brian è difficile, ma la sua famiglia gli è rimasta vicino nonostante tutto, frequenta gli alcolisti anonimi e cerca un lavoro onesto, ma quando Paulie poco dopo viene scarcerato gli propone la rapina di cui parlavano da anni, un furgone portavalori. Brian è combattuto tra la possibilità di una vita comoda o di una onesta e faticosa, ma sceglie all'ultimo di rinunciare, Paulie mette insieme altri complici, il suo colpo riesce nelle prime fasi ma basandosi il film su una storia vera si scopre che verrà in seguito arrestato e condannato a 50 anni di carcere, mentre Brian vive tuttora felice con moglie e figli.